# Уэллс, Роши
Ро́ши Ше́ферд Уэ́ллс (англ. Rhoshii Shepherd Wells; 30 декабря 1976, Остин — 11 августа 2008, Лас-Вегас) — американский боксёр, представитель средних весовых категорий. Выступал за сборную США по боксу в середине 1990-х годов, бронзовый призёр летних Олимпийских игр в Атланте, призёр турниров национального значения. В период 1997—2005 годов боксировал на профессиональном уровне, дважды был претендентом на титул чемпиона мира WBA в первом среднем весе.

## Биография
Роши Уэллс родился 30 декабря 1976 года в Остине, штат Техас.

### Любительская карьера
Впервые заявил о себе ещё во время учёбы в старшей школе в 1994 году, когда стал чемпионом США среди юниоров и выступил на юниорском чемпионате мира в Стамбуле, где на стадии четвертьфиналов потерпел поражение от россиянина Андрея Баланова.
В 1995 году выиграл серебряную медаль в зачёте американского национального первенства. Принял участие в матчевой встрече со сборной Франции, проиграв Фредерику Эстеру, а также побывал на классическом боксёрском турнире в Милуоки, где в решающем финальном поединке первого среднего веса был побеждён Дарнеллом Уилсоном. Благополучно преодолел отборочный турнир для участия в Панамериканских играх в Мар-дель-Плате, однако в итоге не смог выступить здесь из-за травмы.
Выиграл бронзовую медаль на Олимпийском фестивале Соединённых Штатов 1996 года, победил на предолимпийском турнире в Огасте и благодаря череде удачных выступлений удостоился права защищать честь страны на летних Олимпийских играх в Атланте. Преодолел первых троих соперников в зачёте среднего веса, в том числе в четвертьфинале в близком поединке перебоксировал узбека Дильшода Ярбекова, однако на стадии полуфиналов встретился с титулованным кубинцем Ариэлем Эрнандесом и уступил ему со счётом 8:17, получив тем самым бронзовую олимпийскую медаль. Также в этом сезоне отметился участием в матчевой встрече со сборной Германии в Новом Орлеане, в рамках которой был побеждён немецким боксёром Свеном Оттке.

### Профессиональная карьера
Вскоре после окончания Олимпиады в 1997 году Уэллс успешно дебютировал на профессиональном уровне. В течение шести последующих лет одержал на профессиональном ринге 17 побед, не потерпев при этом ни одного поражения (в двух его поединках была зафиксирована ничья). Поднявшись в рейтингах, в 2003 году заслужил право оспорить титул чемпиона мира по версии Всемирной боксёрской ассоциации (WBA) в первой средней весовой категории. Он вёл по очкам в чемпионском бою с мексиканцем Алехандро Гарсией, но в десятом раунде тому удалось отправить Уэллса в нокдаун, и потрясённый боксёр не стал выходить на одиннадцатый раунд.
В 2004 году Уэллс выиграл претендентский бой с панамцем Сантьяго Саманьего и вновь получил статус официального претендента на титул чемпиона мира WBA. В мае 2005 года между ним и Алехандро Гарсией состоялся чемпионский матч-реванш, однако мексиканец вновь оказался победителем, закончив противостояние техническим нокаутом в девятом раунде.
Сделав небольшой перерыв в спортивной карьере, в 2007 году Уэллс предпринял попытку вернуться на ринг в рамках третьего сезона боксёрского реалити-шоу «Претендент», транслировавшегося телеканалом ESPN. Тем не менее, его исключили из числа участников ещё до начала шоу. По словам исполнительного продюсера шоу, в прошлом знаменитого боксёра Шугар Рэй Леонарда, Уэллс к тому времени уже «немного заржавел».

### Смерть
11 августа 2008 года Роши Уэллс был застрелен во время пребывания в Лас-Вегасе. Арестованный полицией 26-летний Роджер Рендольф заявил, что бывший боксёр ударил его и ограбил, в результате чего он выстрелил в него ради самообороны. При этом окружной прокурор отметил, что будет требовать смертной казни для Рендольфа.
Судебное разбирательство по этом делу завершилось в мае 2012 года, Рендольфа признали виновным в убийстве с использованием огнестрельного оружия и приговорили к лишению свободы сроком от 20 лет вплоть до пожизненного заключения. Также он получил от одного до двенадцати лет за применение оружия без острой на то необходимости.